# Giovanni Cartia (politico 1858)
Giovanni Cartia (Ragusa, 19 novembre 1858 – Ragusa, 22 settembre 1939) è stato un politico italiano.

## Biografia
Figlio di Pietro (1822) e Concetta Manenti (1837) , fratello maggiore di Guglielmo Carta nasce a Ragusa Superiore in Via Sant'Anna.
Fu sindaco di Ragusa nel 1885 e poi deputato al parlamento del Regno d'Italia nella XXIII e XXIV legislatura del Regno d'Italia.